# Монтемаджоре-Бельсіто
Монтемаджоре-Бельсіто (італ. Montemaggiore Belsito, сиц. Muntimaiuri) — муніципалітет в Італії, у регіоні Сицилія,  метрополійне місто Палермо.
Монтемаджоре-Бельсіто розташоване на відстані близько 470 км на південь від Рима, 50 км на південний схід від Палермо.
Населення — 3430 осіб (2014).
Щорічний фестиваль відбувається 14 вересня. Покровитель — SS. Crocifisso.

## Демографія
Населення за роками:

Станом на 1 січня 2023 року в муніципалітеті офіційно проживали 34 іноземці з 9 країн, серед них 23 громадяни країн Євросоюзу та 2 громадяни України.

## Сусідні муніципалітети
- Алія
- Алімінуза
- Каккамо
- Склафані-Баньї